# Herbert Croly
Pour les articles homonymes, voir Croly.
 (novembre 2020).
Si vous disposez d'ouvrages ou d'articles de référence ou si vous connaissez des sites web de qualité traitant du thème abordé ici, merci de compléter l'article en donnant les références utiles à sa vérifiabilité et en les liant à la section « Notes et références ».
Herbert Croly, né le 23 janvier 1869 à New York et mort le 17 mai 1930 à Santa Barbara (Californie), est un penseur politique et journaliste américain. Il a fondé avec Walter Lippmann et Walter Weyl le journal The New Republic.

## Biographie
Sa mère Jane Cunningham Croly est une journaliste dont le nom de plume est Jennie June. Son père, également journaliste, est un disciple d'Auguste Comte et du positivisme. Il fait des études au City College de New York puis va à Harvard où il est l'élève de George Santayana.

## Œuvre
Croly est connu pour son livre The Promise of American Life (1909), un livre qui eut une certaine influence et sur le programme progressiste de New Nationalism développé par Theodore Roosevelt pour l'élection présidentielle américaine de 1912 et sur Woodrow Wilson.